# Metipocregyes rondoni
Metipocregyes rondoni là một loài bọ cánh cứng trong họ Cerambycidae.